# Thür

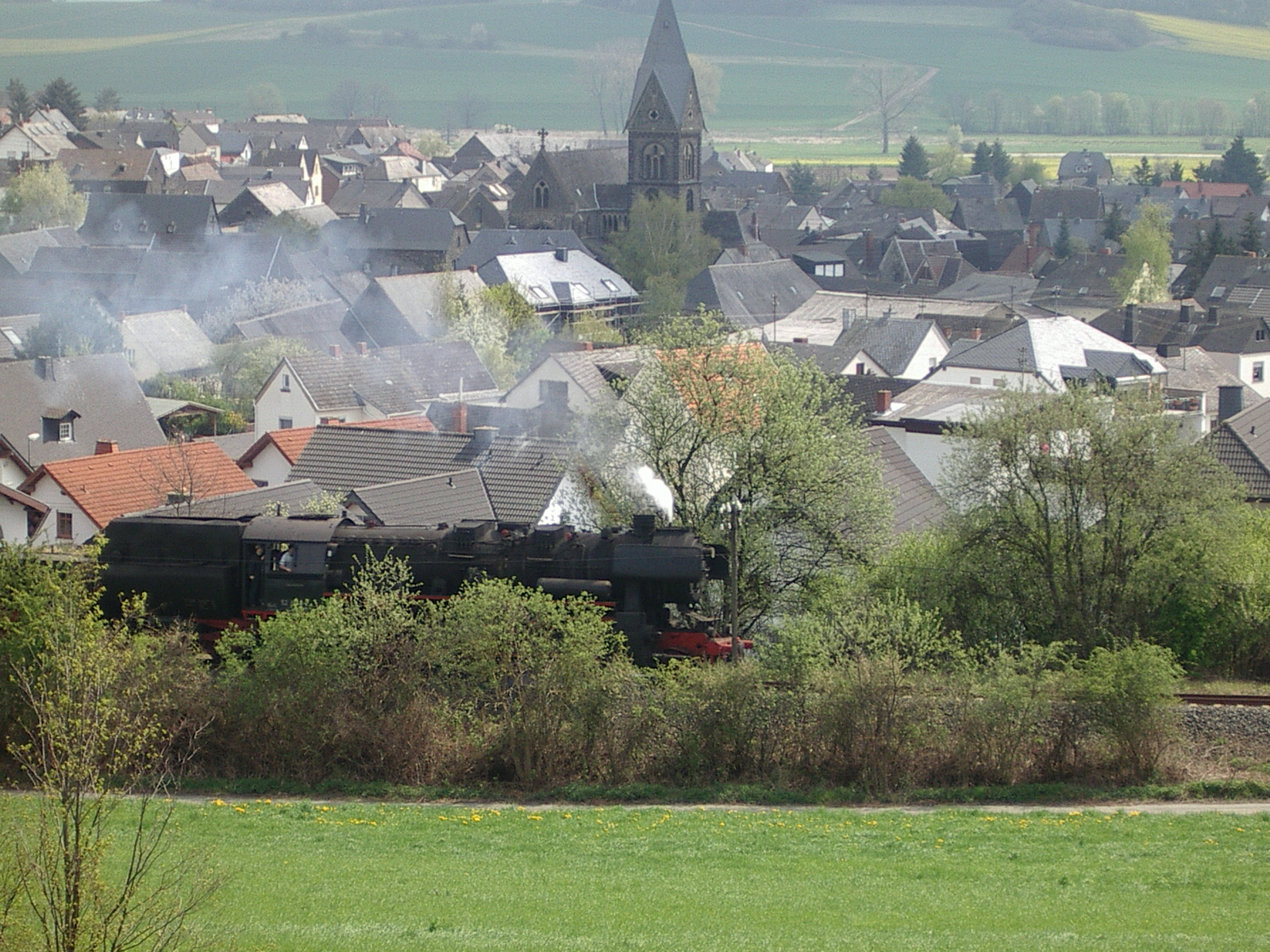
Ortsansicht Thür

Thür ist eine Ortsgemeinde im Landkreis Mayen-Koblenz in Rheinland-Pfalz. Sie gehört der Verbandsgemeinde Mendig an.

## Geographische Lage
Thür liegt in der oberen (westlichen) Pellenz, etwa 6 Kilometer nordöstlich von Mayen und etwa 1 Kilometer südlich von Mendig an der Verkehrsachse Mayen-Andernach (B 256).

### Ortsgliederung
Zu Thür zählen auch die Ortsteile Reginarisbrunnen, Fraukirch, Kläranlage und Hof Fuchs.

## Geschichte
Der Name Thür ist möglicherweise keltischen Ursprungs. Thur bedeutet so viel wie „am Wasser gelegen“.
Die Gemeinde Thür kann eine Ortsgeschichte von mehr als 2000 Jahren aufweisen.
Im Frühjahr 1995 stieß man im Zuge der Bimsausbeute eines Feldes am westlichen Ortsrand von Thür auf Reste fränkischer Grabbeigaben. Das Landesamt für Denkmalpflege Rheinland-Pfalz in Koblenz legte bald darauf ein riesiges Gräberfeld frei, das mehr als 1100 Gräber umfasste. Es handelte sich hauptsächlich um fränkische Gräber, jedoch gab es auch römische und keltische unter ihnen. Das älteste entdeckte Keltengrab wird etwa auf das Jahr 200 v. Chr. datiert. Neben keltischen Gräbern stieß man auch auf typische Grundrisse keltischer Häuser, die im 5. vorchristlichen Jahrhundert erbaut worden waren.
Die Untersuchung der Gräber ergab, dass im Zeitraum zwischen 200 v. Chr. und 800 n. Chr. durchgehend Bestattungen in dem Gräberfeld stattgefunden hatten. Beim Neubau der Thürer Pfarrkirche 1867 stieß man auf Reste einer fränkischen Kirche und bei Restaurierungsarbeiten in den 1950er Jahren entdeckte man im Umfeld der Kirche alte fränkische Gräber, Gräber christlicher Franken. Man kann also davon ausgehen, dass im 9. Jahrhundert im Zuge der Christianisierung die Bestattungen im Ortskern in der Nähe der Kirche vorgenommen wurden und nicht länger im Gräberfeld am Rande der Siedlung. Der Ort Thür war also schon lange vor seiner ersten urkundlichen Erwähnung im 12. Jahrhundert durchgehend besiedelt und kann auf über 2000 Jahre Ortsgeschichte zurückblicken, in der er keltische, römische und fränkische Siedlung war.
Die Siedlung weist eine Hanglage auf, wie sie für antike Orte typisch ist. Verschiedene Befunde hier entdeckter Schmuckstücke lassen darauf schließen, dass der Ort früher wirtschaftlich gefestigt und relativ wohlhabend war. Die Wirtschaftsgrundlage bildeten bereits in keltisch-römischer Zeit die Basaltlavafelder bei Mayen, die als Steinbrüche genutzt wurden. Aus diesem Basaltstein wurden zu keltischer Zeit Getreidemühlen, wegen ihrer dreieckigen Form auch „Napoleonshüte“ genannt, hergestellt. In römischer Zeit wurden aus dem Basalt Mühlsteine gehauen, die über Andernach verschifft wurden.
Erstmals urkundlich erwähnt wird Thür im Jahre 1112 in der zweiten Stiftungsurkunde des Klosters Laach, bei der ein Berno von Thure als Zeuge unterschrieben hat.
Des Weiteren lag Thür nahe einer bedeutenden antiken Handelsroute, die von Marseille über Lyon und Metz nach Köln und Mainz führte. Da die Mosel bereits damals schiffbar war, gelangten die Waren per Schiff vom Mittelmeer über die Rhone und die Mosel schließlich an die Rheinstädte. Dank seiner Nähe zu diesen Handelsorten hatte Thür Kontakt zum mediterranen Handel und war durch die vulkanischen Bodenschätze daran beteiligt. Schon bevor die Römer kamen, kannten die Kelten diese Handelswege und auch der Geldhandel, für den die Römer bekannt sind, war keine Neuigkeit für sie. Die keltische Kulturbasis existierte schon lange Zeit, bevor Gallien durch das Römische Reich erobert und geprägt wurde.
Geschichtlicher Mittelpunkt des Ortes bildet das so genannte Haus Thur (Thür), welches von der Gemeinde erworben und vollständig renoviert wurde. Es wird heute als Dorfgemeinschaftshaus genutzt.
2017 hat Thür am Wettbewerb Unser Dorf hat Zukunft teilgenommen und konnte beim Bezirksentscheid den ersten Platz, beim Kreisentscheid den zweiten Platz und im Landesentscheid Rheinland-Pfalz die Silbermedaille in der Sonderklasse erzielen.

## Politik

### Gemeinderat
Der Gemeinderat in Thür besteht aus 16 Ratsmitgliedern, die bei der Kommunalwahl am 9. Juni 2024 in einer personalisierten Verhältniswahl gewählt wurden, und dem ehrenamtlichen Ortsbürgermeister als Vorsitzendem.
Die Sitzverteilung im Gemeinderat:
| Wahl | SPD | CDU | WGR | Gesamt   |
| ---- | --- | --- | --- | -------- |
| 2024 | 4   | 12  | –   | 16 Sitze |
| 2019 | 6   | 10  | –   | 16 Sitze |
| 2014 | 5   | 9   | 2   | 16 Sitze |
| 2009 | 5   | 9   | 2   | 16 Sitze |
| 2004 | 4   | 9   | 3   | 16 Sitze |

### Bürgermeister
Lukas Ellerich (CDU) wurde am 1. Februar 2023 Ortsbürgermeister von Thür. Bei der Direktwahl am 27. November 2022 war er mit einem Stimmenanteil von 95,09 % gewählt worden. Bei der Direktwahl am 9. Juni 2024 wurde er als einziger Bewerber mit 91,9 % für weitere fünf Jahre wiedergewählt.
Ellerichs Vorgänger Rainer Hilger (CDU) hatte das Amt 2008 übernommen. Zuletzt bei der Direktwahl am 26. Mai 2019 wurde er mit einem Stimmenanteil von 71,70 % für weitere fünf Jahre in seinem Amt bestätigt. Im September 2022 kündigte Hilger jedoch an, Ende Januar 2023 vorzeitig aus dem Ehrenamt auszuscheiden.

### Wappen
| Wappen von Thür | Blasonierung: „Unter rotem Schildhaupt, darin drei goldene Lilien, roter, silbern bewehrter Adler auf goldenem Grund.“ |
| Wappen von Thür | Wappenbegründung: Die Lilien erinnern daran, dass bis zum Ende des 18. Jahrhunderts die Prämonstratenserabtei Sayn einer der wichtigsten Grundherren in Thür war. Der Adler an den Kirchen- und Ortspatron Johannes der Apostel. Das Wappen wurde am 5. Mai 2001 von der Kreisverwaltung Mayen-Koblenz genehmigt. |

## Kultur und Sehenswürdigkeiten

### Kirche

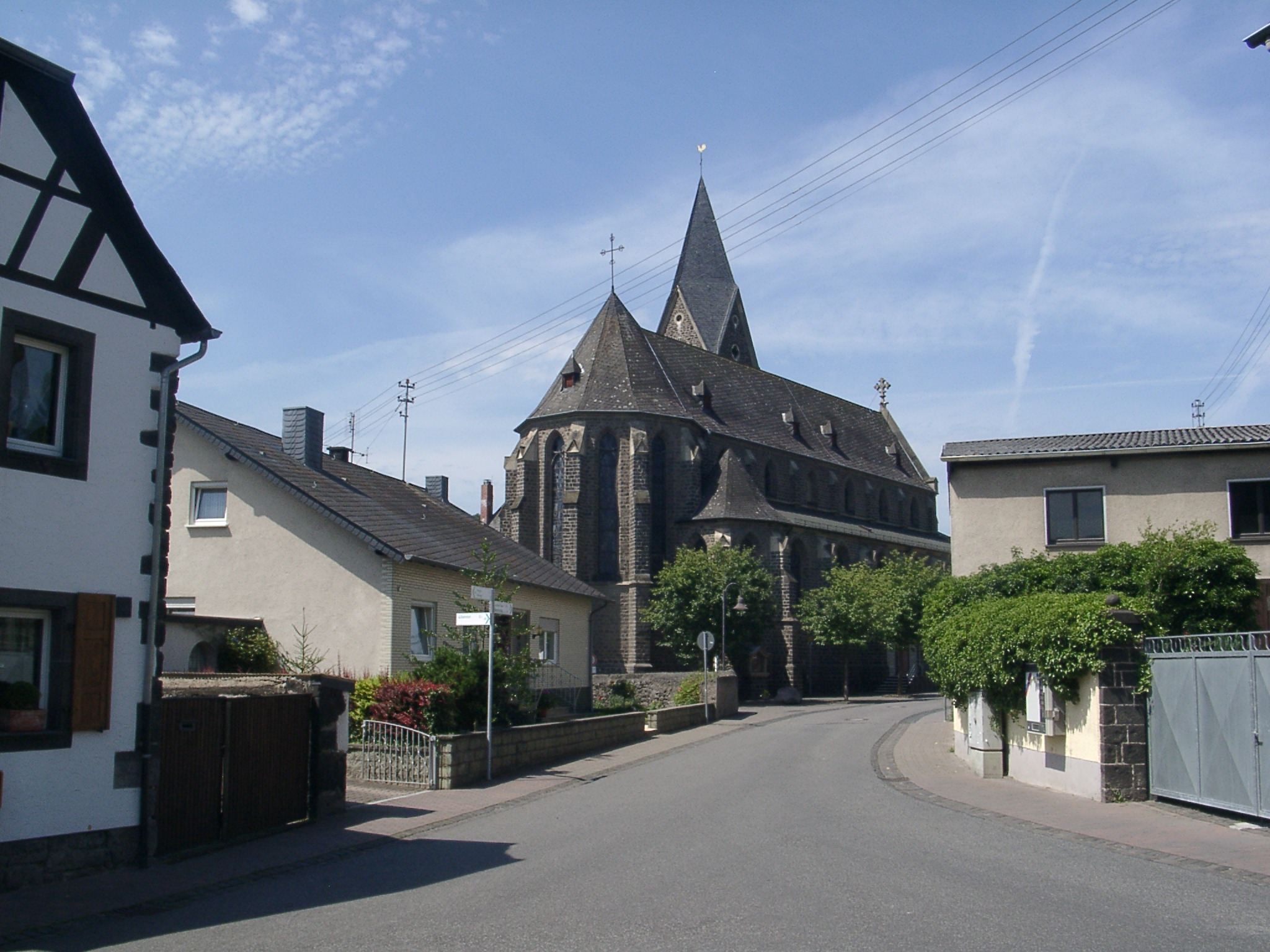
Pfarrkirche Thür

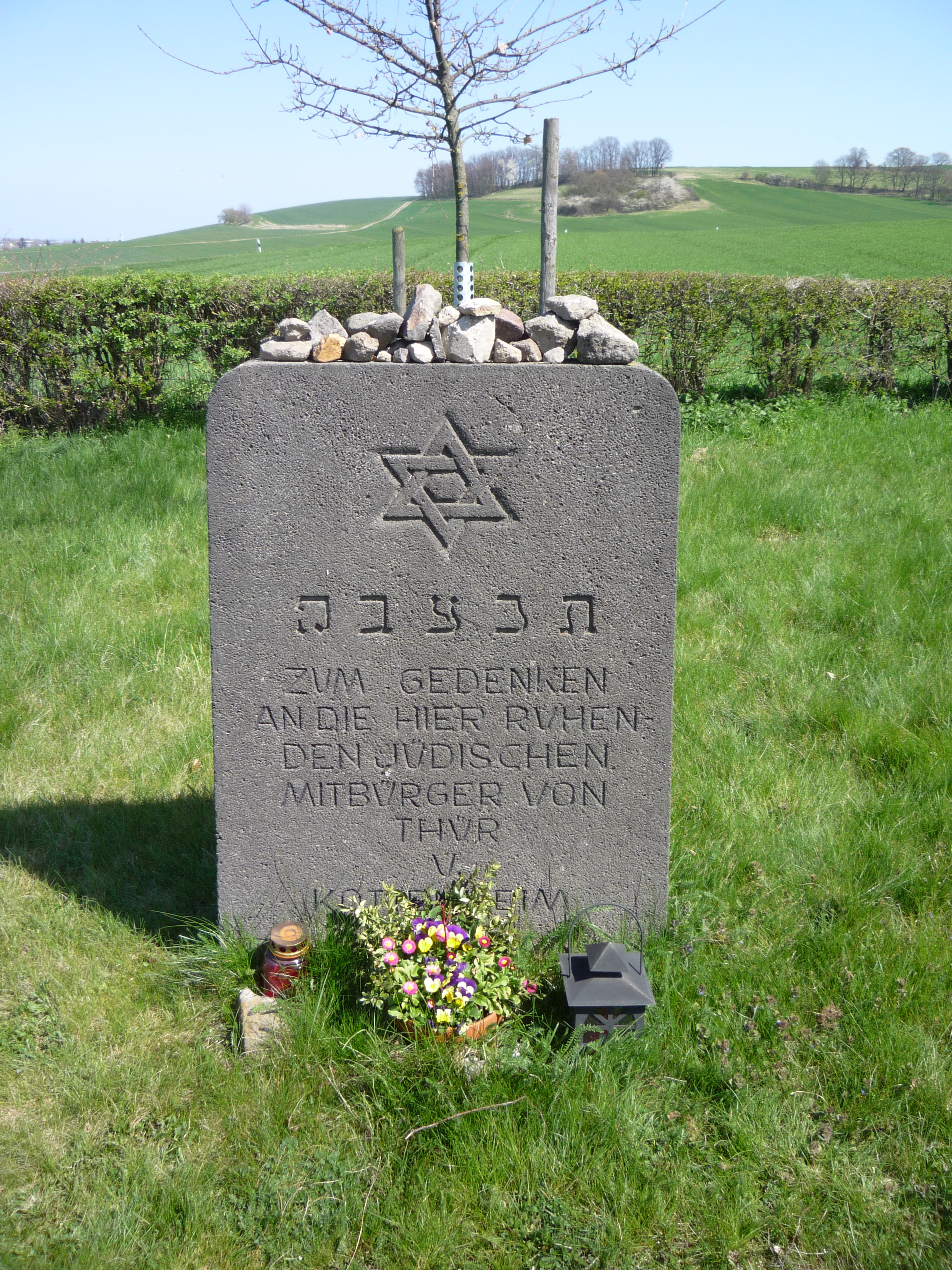
Gedenkstein auf dem Judenfriedhof in Thür

Die katholische Pfarrkirche St. Johannes Apostel wurde 1867/1868 von August Rincklake und seinem damaligen Mitarbeiter Caspar Clemens Pickel nach 1855 erstellten Plänen des  Friedrich von Schmidt errichtet. Es handelt sich um eine Basilika aus Basaltbruchstein in den Formen der doktrinären Neugotik.
Am 6. Mai 1867 wurde von Dechant Stadelmayer aus Mayen der Grundstein gelegt. Der im romanischen Stil erbaute Turm der alten Kirche blieb erhalten, wurde nur in Anpassung an die neue Kirche aufgestockt. Die Kirche ist als Kulturdenkmal unter Denkmalschutz gestellt.

### Kulturdenkmäler
In Thür befinden sich einige weitere unter Denkmalschutz gestellte Kulturdenkmäler:
- Der Friedhof ist als Denkmalzone ausgewiesen; die ältesten datierten Grabkreuze sind von 1567 und 1597
- Eine Hofanlage mit Gebäudeteilen aus dem Jahr 1665 und einer Krüppelwalmdachscheune (Breitsteinstraße)
- Eine weitere Hofanlage deren Kern vermutlich aus dem 16. Jahrhundert stammt; Massivbau (Kirchstraße)
- Eine mehrteilige Gebäudegruppe, darunter ein Basaltbruchsteinbau mit Krüppelwalmdach aus dem Jahr 1828 und ein Putzbau aus dem Jahr 1738 (Segbachstraße)
- Zwei weitere Putzbauten; die Hofeinfahrt trägt die Jahreszahl 1553 (Breitsteinstraße)
- Eine Wegekapelle aus dem 19. Jahrhundert (Josephstraße)
- Mehrere Wegekreuze aus dem 19. Jahrhundert

In der Gemarkung
- Die katholische Wallfahrtskirche St. Maria, die sogenannte Fraukirch; eine einzeln stehende Kirche, ursprünglich eine spätromanische Basilika, aus der Mitte des 13. Jahrhunderts; frühgotischer Chor
- In der Nähe der Fraukirch mehrere Wegekreuze aus dem 17. Jahrhundert
- Der Fraukircher Hof, das ehemalige Priorat der Abtei Laach; ein barocker Mansardwalmdachbau aus dem Jahr 1765
- Der jüdische Friedhof, auf dem als Denkmalzone ausgewiesenen Areal sind keine Grabsteine erhalten (südlich von Thür)

Siehe auch: Liste der Kulturdenkmäler in Thür

### Naturschutzgebiet
Entstanden ist das Feuchtgebiet aus dem in den 1970er Jahren trockengelegten „Thürer Sumpf“. Durch den späteren Bimsabbau haben sich Tümpel und Teiche sowie Sumpf- und Feuchtflächen gebildet. 1987 wurden die „Thürer Wiesen“ unter Naturschutz gestellt. Seitdem haben sich hier seltene Vogel- und Amphibienarten angesiedelt.  Im Sommer 2016 wurden auf einer Fläche von 15 Hektar, vier Karpatische Wasserbüffel  angesiedelt, damit sie auf natürliche Weise die sumpfigen Wiesen freihalten. Seitdem hat sich der Bestand kontinuierlich erhöht.

### Vereine
Der Kirchenchor Cäcilia Thür ist der wohl älteste Verein im Ort, er feierte 1999 sein 175-jähriges Bestehen. Der Männergesangverein 1905 Thür wurde gegründet als Männergesangverein Germania Thür. 1947 schloss sich der MGV Germania mit dem im Jahre 1923 gegründeten MGV „Sangeslust“ zusammen. Weitere Vereine sind der Junggesellenverein Thür 1878, der Karnevals- und Theaterverein Thür 1935, der Angelsport-Verein 1972, der Turn- und Sportverein Thür 1900 und der Ackererverein. Am 30. Oktober 2009 wurde der Kultur- und Verschönerungsverein Thür e. V. gegründet. Im März 2015 kam ein weiterer Verein dazu. Es ist der Pfadfinder-Stamm Drache, der dem BdP zugehört.

### Rock am Sumpf
Seit 2014 findet alljährlich das Benefizkonzert Rock am Sumpf am ersten Wochenende im September in der Dorfscheune statt. Organisiert wird das Konzert von den Firmlingen der Pfarreiengemeinschaft Mendig. Der Erlös der Veranstaltung kommt vollständig einer wohltätigen Organisation in der Region zu. Der Name leitet sich vom Thürer Sumpf ab.

## Infrastruktur
- Kindergarten in Trägerschaft der Gemeinde
- Grundschule
- Thür liegt in der Nähe der A 61 (Köln, Koblenz,  Ludwigshafen am Rhein) und A 48 (Trier).
- Anbindung an den Regionalbusverkehr sowie die Regionalbahnlinie Lahn-Eifel-Bahn (Kaisersesch – Mayen – Andernach – Koblenz Hbf – Niederlahnstein – Bad Ems – Diez – Limburg an der Lahn). Hier verkehren nach dem Rheinland-Pfalz-Takt die Regionalbahnlinien RB 23 und RB 38 der DB Regio täglich im Stundentakt. Durch die Lage von Thür im Landkreis Mayen-Koblenz gilt in Bussen und Zügen der Tarif des Verkehrsverbund Rhein-Mosel VRM.

## Sonstiges

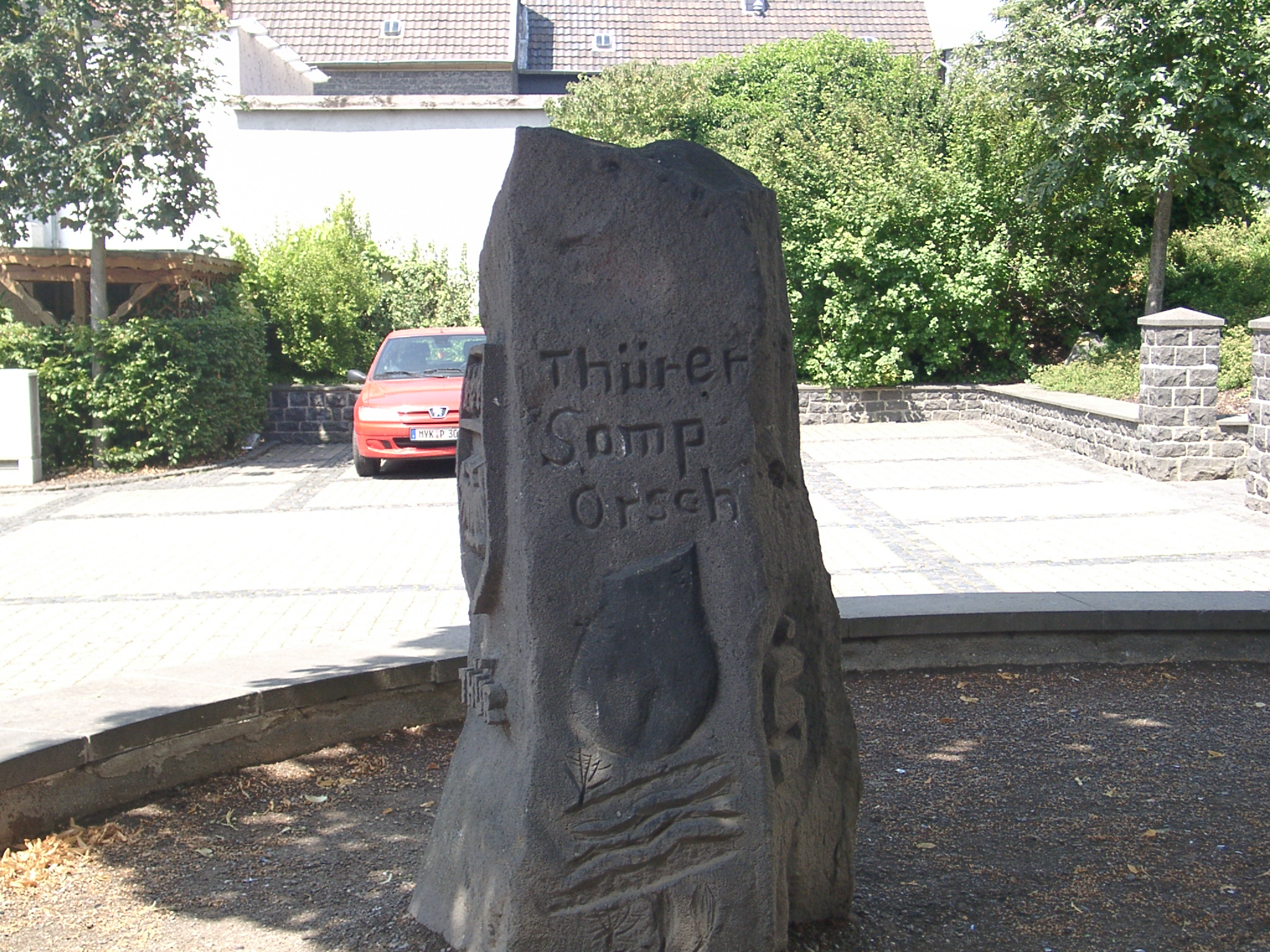
Somporsch-Stein

Thürer werden traditionell „Thürer Sompörsch“ (dialektisch für Sumpfarsch) genannt. Dieser Ortsneckname soll auf der Tatsache beruhen, dass Thür bis Ende der 1970er Jahre an einem ausgedehnten Sumpfgebiet lag (den Thürer Wiesen, zwischenzeitlich trockengelegt, aber inzwischen wieder Sumpfgebiet).